# Almedina de Tunes
A almedina de Tunes é a cidade antiga (também chamada medina) da capital da Tunísia, Tunes. Com as suas vielas e artesãos, foi declarada Património Mundial da UNESCO em 1979 devido ao seu notável estado de conservação.
No centro da medina fica a Mesquita de Ez-Zitouna ("Mesquita da Oliveira"), o principal centro religioso da cidade. Outras atrações são os souqs, ou mercados, da cidade (el-Attarine, el-Berka, el-Blat, el-Leffa e o de Essakajine), a primeira mesquita de estilo otomano da cidade, Sidi Yousef, construída no século XVII, o Mausoléu de Tourbet el-Bey e a Mesquita de Hammouda Pacha.
A medina foi construída no século VII e foi uma das cidades mais importantes do mundo entre os séculos XII e XVI.